# Козлова, Наталья Никитична
Наталья Никитична Козлова (14 января 1946, Москва — 7 января 2002, там же) — советский и российский философ и социолог. Доктор философских наук, профессор.

## Биография
Закончила филологический факультет МГУ (1968), а затем аспирантуру философского факультета МГУ. Защитила кандидатскую диссертацию «Критика концепции массовой культуры М. Маклюэна». С 1976 — в Институте философии АН СССР, где защитила докторскую диссертацию на тему «Повседневность и социальное изменение» (1992). С 1994 — профессор философского факультета РГГУ.

## Научные интересы
Автор работ по социологии повседневной жизни, социально-исторической антропологии, методологии биографических исследований.

## Труды
- Буржуазное общество и исторические судьбы искусства. — М.: Знание, 1979.
- Социализм и сознание масс: Социально-философские проблемы. — М.: Наука, 1989.
- Введение в социальную антропологию: Курс лекций. — М., 1996.
- Горизонты повседневности советской эпохи: Голоса из хора. — М.: ИФ РАН, 1996.
- Я так хочу назвать кино. «Наивное письмо»: опыт лингво-социологического чтения. — М.: Гнозис, 1996. (в соавторстве с И. И. Сандомирской)
- Социально-историческая антропология. — М.: Ключ-С, 1999
- Советские люди. Сцены из истории. — М.: Европа, 2005
- Сцены из жизни «освобождённого работника» // Социологические исследования. — 1998. — № 2. — С. 108—119.
- Крестьянский сын: опыт исследования биографии.- 1998.- статья